# Hajle Gijorgis
Hajle Gijorgis (zm. 1924) – etiopski polityk, negadras.
Był ministrem handlu i spraw zagranicznych (1907-1910) oraz jednym z twórców powołanej w maju 1909 Etiopskiej Agencji Rozwoju Rolnictwa i Handlu. Jest uznawany za jednego z czołowych polityków etiopskich przełomu XIX i XX wieku.